# Masseube
Masseube är en kommun i departementet Gers i regionen Occitanien i sydvästra Frankrike. Kommunen ligger i kantonen Masseube som tillhör arrondissementet Mirande. År 2022 hade Masseube 1 525 invånare.

## Befolkningsutveckling
Antalet invånare i kommunen Masseube
Referens:INSEE